# Авотс, Валдис Карлович
Валдис Карлович Авотс (латыш. Valdis Avots; род. 1931 год) — советский латвийский партийный и государственный деятель. Депутат Верховного Совета Латвийской ССР 9-го и 11-го созывов. Кандидат в члены ЦК КП Латвии.
В 1953 году вступил в КПСС. Окончил высшую партийную школу при ЦК КПСС.
С 1950 года — заведующий отделом Плявиньского райкома ЛКСМ Латвии. С 1956 года — инструктор Плявиньского райкома партии, первый секретарь Плявиньского райкома ЛКСМ Латвии, с 1962 года — заместитель председателя Сегулдского и позднее — Цессиского райисполкомов. С 1967 года — председатель Валкского райкома Компартии Латвии. С 1973 года — первый секретарь Валкского райкома Компартии Латвии.
Избирался кандидатом в члены ЦК КП Латвии, депутатом Верховного Совета Латвийской ССР 9-го созыва от Смилтенского избирательного округа № 298 и 11-го созыва от Аннениекского избирательного округа № 184, делегатом XIX Всесоюзной партийной конференции от Компартии Латвии.